# ميتشام (إنجلترا)
ميتشام (بالإنجليزية: Mitcham)‏ هي منطقة داخل منطقة ميرتون؛ التي تقع في جنوب غرب لندن (إنجلترا). يقع مركزها على بعد (11.6 كم) جنوب
غرب تشارنج كروس. فهي عبارة عنضاحية سكنية بشكل أساسي، وتضُم ميتشام كومون. حيثُ بلغ عدد سكانها 63393 نسمة في عام 2011، وتتكون من ستة أحياء بما في ذلك بولاردز هيل.
تشمل وسائل الراحة في منطقة ميتشام كل من مكتبة ميتشام وميتشام كريكيت جرين. أما المناطق الرئيسية القريبة هي كرويدون، ساتون، ستريثام، بريكستون وميرتون.

## الموقع
تقع ميتشام في شرق منطقة ميرتون في لندن. وقريبة من ستريثام، وكرويدون، ونوربيري، وموردن، وساتون، ويمبلدون، وتوتينغ. يحدالمدينة من الجنوب الغربي نهر واندل. تشغل ميتشام كومون الجزء الأكبر من الحدود وتقع المنطقة الواقعة إلى الجزء الجنوبي من الرمز البريدي (CR4) في منطقة بولاردز هيل. حيثُ يقع بعض من حدود المنطقة التي تشمل ميتشام كومون وأجزاء من ميتشام جنكشن في منطقة الرمز البريدي (CR0).

## التاريخ

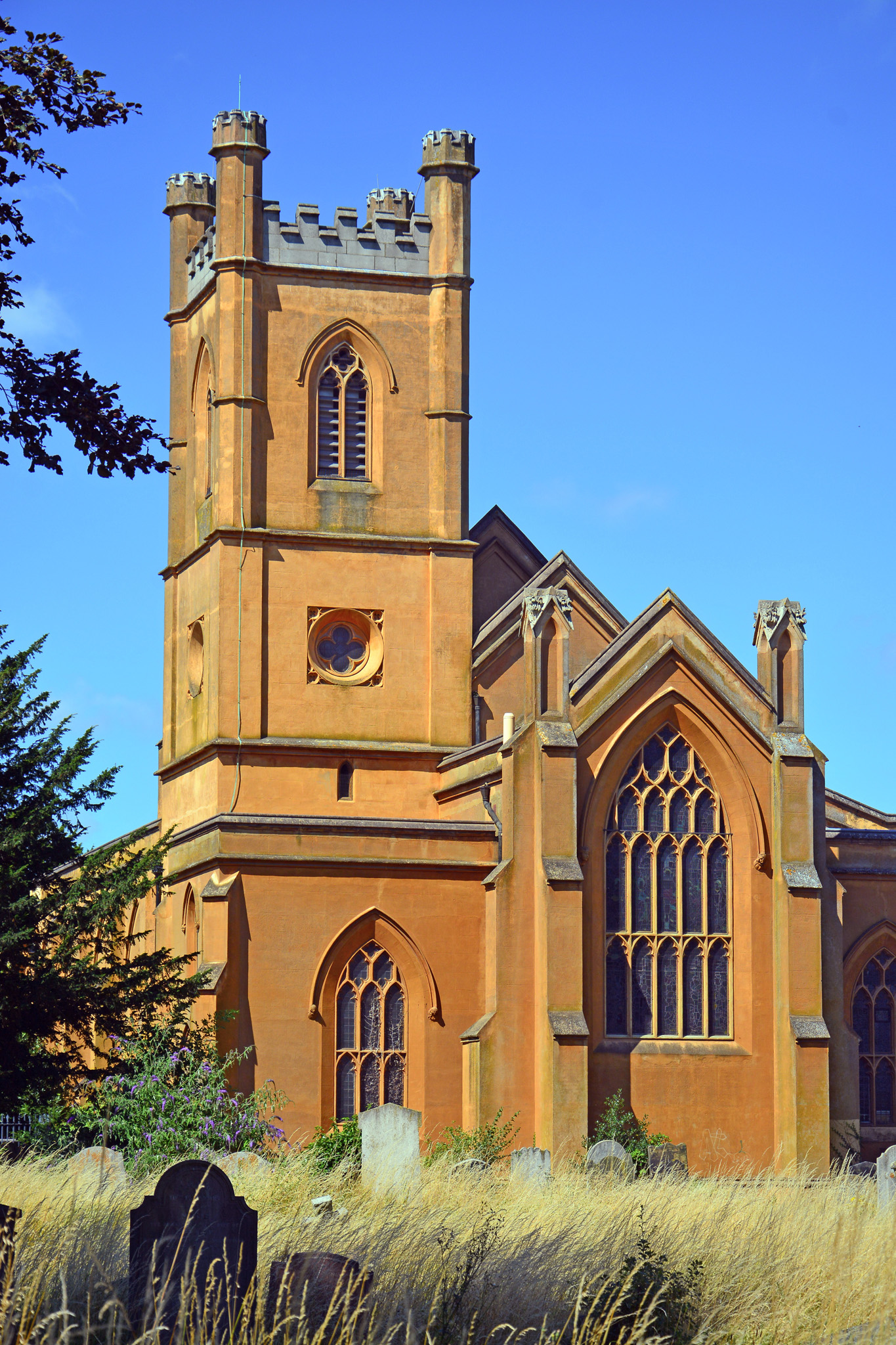
يعود تاريخ كنيسة ميتشام باريش، طريق الكنيسة، جزئيًا إلى العصر الساكسوني.

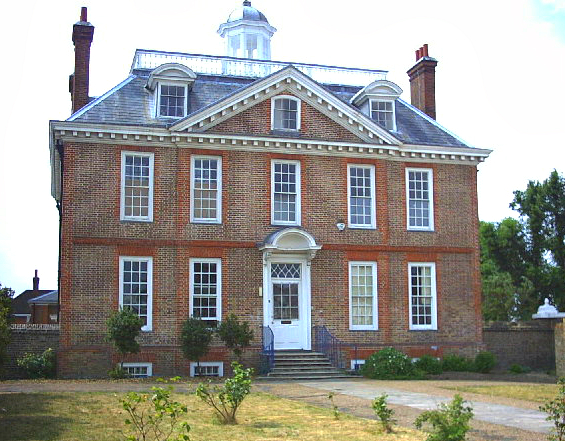
إيجل هاوس، طريق لندن، ميتشام، بُني عام 1705.

الاسم الجغرافي "ميتشام" هو أصل إنجليزي قديم ويعني الإستيطان الكبير.
كانت منطقة ميتشام قبل وجود الرومان والسكسونيين مستوطنة سلتيك، مع وجود دليل على وجود حصن على التل في منطقة بولاردز هيل. يدل إكتشاف بعض المقابر من العصر الروماني وبئر في موقع محطة ميتشام للغاز على وجود مستوطنة رومانية. حيثُ تُعد المقبرة الأنجلوسكسونية الواقعة على الضفة الشمالية لنهر واندل أكبر مقبرة تم اكتشافها حتى الآن، والعديد من الاكتشافات الموجودة بها معروضة في المتحف البريطاني. حيثُ إقترح علماء مثل مايريس أن ميتشام وغيرها من مستوطنات سهل التايمز كانت من أوائل المستوطنات التي سكنها الأنجلوسكسونيون.
قد استضافت أراضي الأبرشية معركة ميرتون في عام 871، حيث أصيب الملك إيثلريد من ويسكس بجروح مميتة أو قتل على الفور. كنيسة إنجلترا الكاثوليكية البروتستانتية لقرية سانت بيتر وسانت بول تعود إلى مملكة إنجلترا القديمة. أُعيد بناؤها بشكل رئيسي في الفترة من 1819 إلى 1821، والمبنى الحالي يحتفظ بالبرج الأصلي السكسوني. كتاب ونشيستر لعام 1086 يذكر ميتشام كمجتمع زراعي صغير، حيث يشير تقدير ضمني إلى وجود حوالي 250 شخصًا يعيشون في قريتين: ميتشام، وهي المنطقة التي تعرف اليوم بـ "أبوبر ميتشام"؛ وويتفورد (الجرين السفلي).
سجل كتاب ونشيستر مدينة ميتشام باسم "ميشلهام". وكانت ملكيتها مشتركة بين رهبان بايو ويليام، ابن أنسكلف، وأوزبرت.
ممتلكات مدينة ميتشام وفقًا لكتاب ونشيستر كانت كالتالي:
1. مطحنة تقدر قيمتها بجنيه إسترليني واحد.
2. 3.5 محراث.
3. 56 فدانًا من المروج.

.كانت إيراداتها تبلغ 4 جنيهات إسترلينية و 5 شيلنجات و 4 بنسات، في وقت كان فيه الجنيه الإسترليني يعني شيئًا مشابهًا لجنيه من الفضة. تقع هذه المنطقة ضمن تقسيم مقاطعة الأنغلو سكسون لمائة وولينغتون.
قامت الملكة إليزابيث الأولى خلال فترة حكمها بخمس زيارات على الأقل إلى المنطقة. كان لدى جون دون والسير والتر رالي أيضًا مساكن في ميتشام. في هذا الوقت أصبحت ميتشام مرموقة، نظرًا لوفرة حقول الخزامى، حيثُ إشتهرت ميتشام بهوائها الهادئ. كما دفع الهواء الناس إلى الاستقرار في المنطقة خلال أوقات الطاعون.
عندما حدثت عملية التصنيع في ميتشام، نمت المدينة بسرعة لتصبح بلدة، وشُملت معظم المزارع في التوسع. تشمل آثار هذه التاريخ الزراعي التي ترجمت حتى اليوم ما يلي: ميتشام كومون نفسه؛ بركة آرثر على زاوية طريق واتني وكومون سايد إيست، والتي اسميت تيمنًا باسم مزارع محلي؛ مدرسة ألفريد مايزن (مدرسة جاردن الابتدائية)، والتي أطلق عليها اسم رياعي محلي كان سخيًا تجاه المدينة المتنامية؛ وشارع نيو بارنز أفينيو، الذي استبدل جزءًا من مزرعة نيو بارنز.

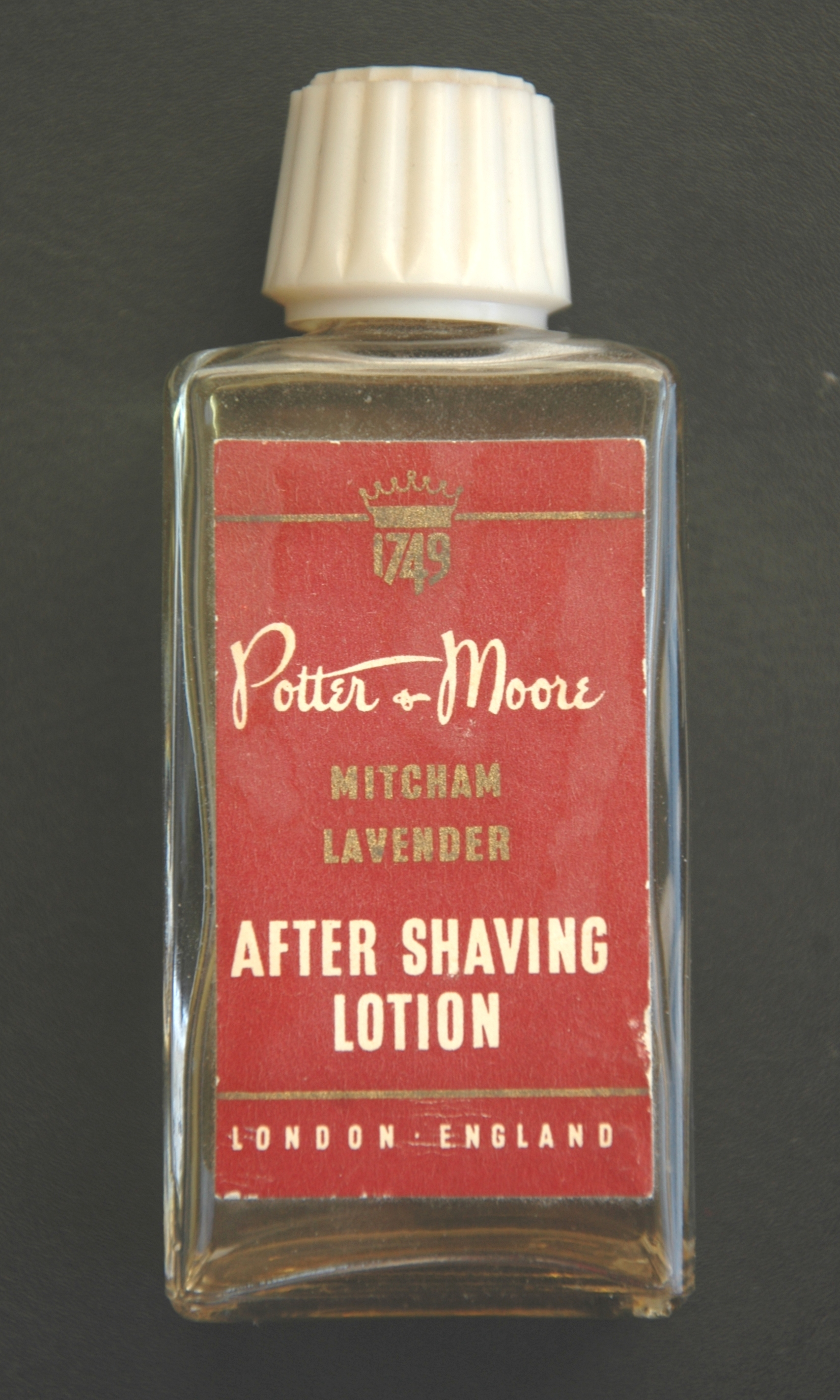
عطر ما بعد الحلاقة من بوتر آند مور، مصنوع من ميتشام لافندر.

كانت هناك العديد من حقول اللافندر في ميتشام، وكان يتم أيضًا تقطير زيوت النعناع واللافندر. في عام 1749، أسس اثنان من حدائقي الأعشاب المحليين، جون بوتر وويليام مور، شركة لصنع وتسويق منتجات العناية الشخصية المصنوعة من الأعشاب والزهور المزروعة محليًا. يظهر اللافندر على شعار مجلس ميرتون وعلى شارة فريق كرة القدم المحلي توتينج آند ميتشام يونايتد إف سي، بالإضافة إلى وجوده في اسم إحدى أقسام المجلس المحلي، وهو قسم لافندر فيلد.
شهدت ميتشام عمليات صناعة أولى على ضفاف نهر واندل، حيث تم تصنيع التنباك والنحاس والدقيق والحديد والأصباغ. أصبحت ميتشام، جنبًا إلى جنب مع ميرتون أبي، مراكز طباعة الأقمشة القطنية في إنجلترا بحلول عام 1750. تأسست شركة أسباري (بالإنجليزية: Asprey)‏، التي تقدم سلعًا فاخرة مصنوعة من مواد متنوعة، في ميتشام كشركة لطباعة الحرير في عام 1781. قام وليام موريس بفتح مصنع على ضفاف نهر واندل في ميرتون أبي. كانت مصانع ميرتون أبي ورش طباعة الحرير الخاصة بشركة ليبرتي. اليوم، أصبحت قرية حرفية وتم الحفاظ على عجلة المياه الخاصة بها.
النشاط على ضفاف نهر واندل أدى إلى إنشاء سكة حديد سوري، أول سكة حديد عامة في العالم، في عام 1803. انخفاض وفشل السكة الحديدية في الأربعينات من القرن التاسع عشر أشارا أيضًا إلى تغيير في الصناعة، حيث أفسحت الزراعة تدريجيًا المجال أمام التصنيع، حيث انتقل مصنعو الدهانات والورنيش واللينوليوم والألعاب النارية إلى المنطقة. قدم العمل وأنماط الهجرة في النهاية إلى تضاعف عدد السكان بين عامي 1900 و 1910.
في عام 1829، قامت السيدة ماري تايت بالتبرع بأرض وأموال لبناء دور للرعاية على موقع منزل عائلة تايت السابق في كريكيت جرين. تم تصميم المباني بأسلوب تودور من قبل جون بتشر وأنشئت لاستيعاب اثنتا عشرة أرملة فقيرة أو عزباء من الأبرشية. السيدة تايت كانت العضو الوحيد الباقي من عائلة تايت، التي عاشت منذ حوالي عام 1700 في قصر كبير على موقع دور الرعاية. وُفرت الحدائق الموجودة في الجزء الخلفي من العقار في الأصل لاستخدام السكان، ولكن تم تأجيرها لاحقًا بشكل غير رسمي كمخصصات.
أصبحت ميتشام بلدية ضمن نظام المجلس ذو الطبقتين في 19 سبتمبر 1934، حيثُ قدم ميثاق الاعتماد إلى عمدة يبلغ من العمر 84 عامًا آنذاك، آر. إم. شارت، على يد نائب محافظ سري لورد آشكومب.
تضمنت مخططات الإسكان الاجتماعي في ثلاثينيات القرن العشرين نيو كلوز، الذي كان يهدف إلى إسكان الأشخاص الذين شردوا بسبب انفجار مصنع في عام 1933 وطريق صن شاين لإسكان الفقراء من داخل لندن. جعلت هذه الصناعة ميتشام هدفًا للقصف الألماني خلال الحرب العالمية الثانية. ومن ثم عادت ميتشام أيضًا إلى جذورها الزراعية، حيث تمت زراعة ميتشام كومون للمساعدة في المجهود الحربي.
منذ عام 1929 كان لدى شركة الإلكترونيات مولارد مصنع في الطريق الجديد.
بعد الحرب العالمية الثانية، أُعيد بناء مناطق إيستفيلدز وفيبس بريدج وبولاردز هيل لتوفير سكن أكثر توازنًا وأسعارًا مناسبة. أكبر مشروع سكن حكومي في ميتشام هو مجمع فيبس بريدج. توسعت المزيد في المجتمعات السكنية في إيستفيلدز وفيبس بريدج وبولاردز هيل بعد عام 1965. في منطقة كريكيت جرين في ميتشام، تدعي المنطقة بشكل معقول، على الرغم من عدم وجود دليل قاطع، أن لديها أقدم ملعب كريكيت في العالم في الاستخدام المستمر، وأقدم نادي في العالم وهو نادي كريكيت ميتشام.
تتميز الأرض أيضًا بوجود طريق يفصل الجناح عن الملعب. يُزعم في التراث المحلي أن ميتشام يضم أقدم معرض في إنجلترا، ويعتقد أنه حصل على ميثاق من قبل الملكة إليزابيث الأولى، ولكن هذا الادعاء لم يُثبت أبدًا.
الأدب
نيمرود، كاتب رياضي في بداية القرن التاسع عشر، دعا إلى عدم إدراج الخيول السباقية في مراعي العشب. وجد عربة حمار سريعة جدًا، وقام بالتحقيق في مالك الحمار واكتشف أنه حداد في ميتشام، الذي لا يطلق الحمار في فصل الصيف على ميتشام كومون وإنما يطعمه بالشوفان والفاصوليا تمامًا كما يفعل مع الخيول السباقة.
هناك نسخة واحدة تنتهي بعبارة "ميتشام للسارق"، وهناك نسخة أخرى تنتهي بعبارة "إيويل" وهي في الاتجاه المعاكس. لاحظ أحد الكتّاب المعروفين بنوع آخر من الأدب، جيمس إدوارد بريستون مادوك بقلم ديك دونوفان، كتابة "الخادمة الفاتنة من ميتشام" في عام 1910.

## المساحات المفتوحة

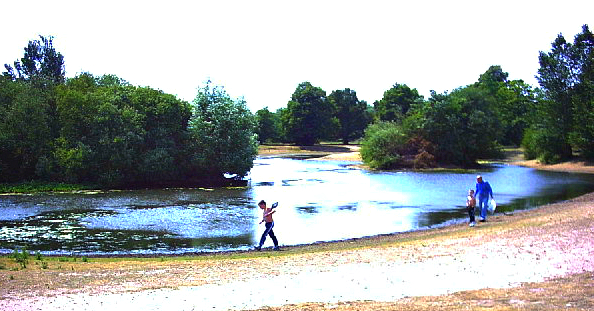
بركة على ميتشام كومون.

ميتشام هي موطن لمساحة كبيرة (460 فدانًا) من المساحات الخضراء المفتوحة في جنوب لندن على شكل ميتشام كومون ، المرصعة ببرك قليلة ومباني.
المباني التي تشكل مجمع ويندميل للتجارة قد كانت موجودة بشكل أو بآخر منذ عام 1782. مركز البيئة في منزل المطحنة ومطعم هارفستر (الذي كان سابقًا ببيت المطحنة) يقعان بالقرب من موقع مطحنة هوائية قديمة، حيث ما تزال بقاياها موجودة.
تعتبر بركة الجزر السبعة هي الأكبر بين جميع الأحواض، والتي أُنشئت بعد إستخراج الحصى في القرن التاسع عشر. أحدثها، بركة بيدر، التي أُنشئت في عام 1990 وسميت باسم جورج باركر بيدر.

## المباني البارزة

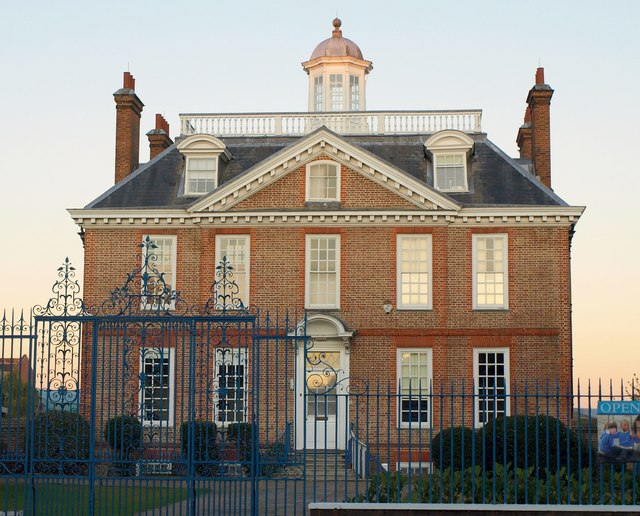
إيجل هاوس.

- إيجل هاوس.منزل الكانونز: بُني أصلاً في عام 1680؛ وكان منزل عائلة كرانمر حتى تم بيعه للمجلس المحلي في عام 1939. يعود اسمه إلى دير أوغسطيني تم منحه هذا الموقع في القرن الثاني عشر. البركة المجاورة له والحمامة الزاجلة تم تشييدهما قبل بناء المنزل.[31]
- إيغل هاوس: بُني في عام 1705. إيغل هاوس هو منزل على طراز الملكة آن تم بناؤه على الطراز الهولندي على أرض كانت تملكها سابقًا السير والتر رالي. يقع المنزل على طريق لندن في ميتشام، حيث تشكل الأراضي مثلثًا محصورًا بين طريق لندن وشارع بوند وشارع ويسترن. كُلف بناء المبنى من قبل الطبيب السري اليهودي "فيرناندو مينديز" (1647-1724)، الذي كان طبيبًا سابقًا للملك تشارلز الثاني.

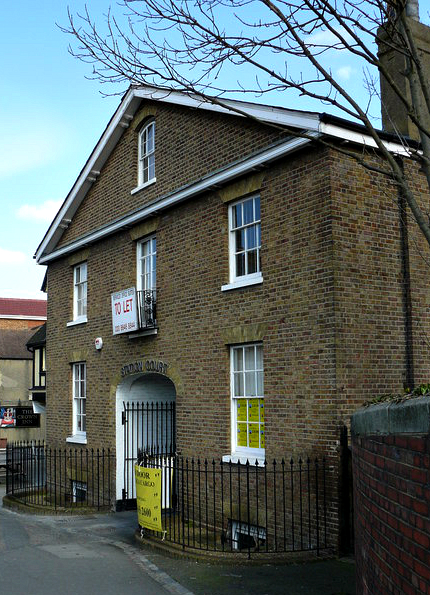
محطة سكة حديد ميتشام سابقًا.

- محطة سكة حديد ميتشام سابقًا.طاحونة ميتشام كومون: هي طاحونة بريدية يعود تاريخها إلى عام 1806.
- محطة ميتشام القديمة: تقع على مسار سكة حديد ساري الحديد. تُعرف الآن بمحكمة الاستاذة، وكان هذا المبنى في السابق منزلًا لتاجر وربما تعتبر أقدم محطة في العالم.
- منازل الرعاية تايت: بُنيت في عام 1829 لتقديم الرعاية للفقراء على يد ماري تايت.
- أكواخ صيد الأسماك في ووترميد.
- قاعة ميتشام فيستري: التي يضم ملحقها الآن متحف واندل الصناعي.
- مكتبة ميتشام العامة: بنيت عام 1933.
- إلم لودج: عام 1808. احتل طبيب القرية دكتور باروت منزل الوصاية المدرج هذا في أوائل القرن التاسع عشر، ولفترة قصيرة الفنان السير ويليام نيكلسون. تعتبر المظلة المنحنية فوق باب المدخل سمة نموذجية لهذه الفترة.
- ميتشام كورت: بُني الجزء الوسطي الأول المعروف أولاً باسم إلم كورت في عام 1840، وبُنيت الأجنحة في وقت لاحق. عاش سيزار تشارنيكوف، تاجر السكر، هنا حوالي عام 1865-86 وقدم القرية مركبة إطفاء مجرورة بواسطة الخيول جديدة. قدّم السير هاري مالابي-ديلي، عضو مجلس البرلمان، المنزل إلى البلدة في منتصف الثلاثينيات من القرن العشرين. يعتبر البرندق الأيوني والأعمال الحديدية على نوافذ الطابق الأرضي من المميزات الملحوظة.

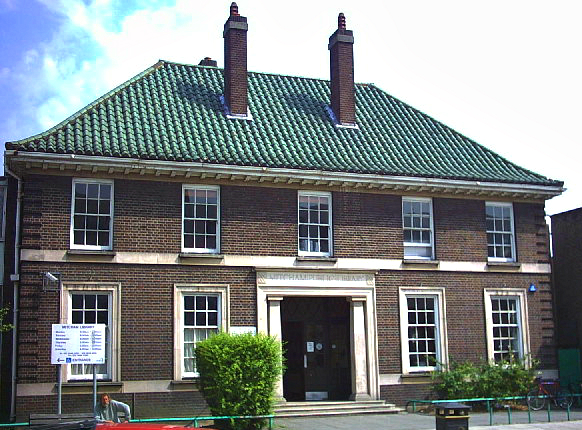
مكتبة ميتشام العامة، طريق لندن.

- مكتبة ميتشام العامة، طريق لندن.مصنع رينشو للمرصبان: وهو مصنع للمرصبان تأسس في عام 1898 في المدينة وبالتالي واحد من أقدم المصانع في البلاد، والذي انتقل إلى ميتشام في عام 1924. كان يقع في شارع لوكس حتى عام 1991، عندما انتقلت الشركة بعملياتها إلى ليفربول. تم عرض المصنع في ثلاثة أفلام قصيرة من بريطانيا باثي نيوز في الخمسينيات. قد أعطت المبنى اسمها للمنطقة التي كانت تقع فيها، والتي تعرف بزاوية رينشو.
- بولترز بارك، موطن نادي ميتشام للرجبي لكرة القدم
- إمبريال فيلدز ، توتينغ آند ميتشام يونايتد إف سي .

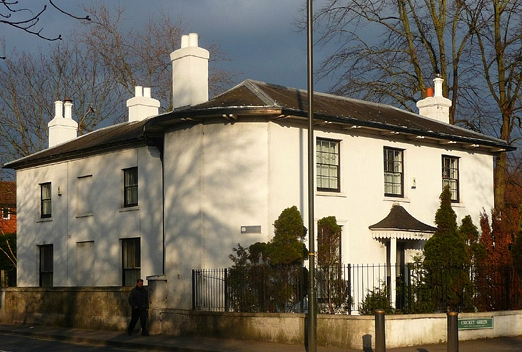
إلم لودج، كريكيت جرين.

- إلم لودج، كريكيت جرين.كنيسة ميتشام الميثودية : صُممت من قبل المهندس المعماري إدوارد ميلز (1915-1998)، وتم بناؤها في 1958-199. يعتبر أفضل عمل على قيد الحياة من قبل المهندس المعماري غير الملتزم الأكثر نجاحا في تلك الفترة. مبنى جذري وملهم تم إدراجه من قبل جمعية القرن العشرين لأنه كان تحت التهديد. تم إدراج الدرجة الثانية في 5 مارس 2010.[32]
- كنيسة القديس برنابا، جورينج بارك أفينيو: بنيت على الطراز القوطي، وفي 17 مايو 1913 تم وضع حجر الأساس لمبنى الكنيسة، وفي 14 نوفمبر 1914 تم تكريس الكنيسة - من قبل أسقف ساوثوارك. كان المهندس المعماري إتش بي بيرك داونينج. لا يزال المبنى قيد الاستخدام ككنيسة أنجليكانية. تم إدراج كل من الكنيسة نفسها وقاعة الرعية المجاورة من الدرجة الثانية.

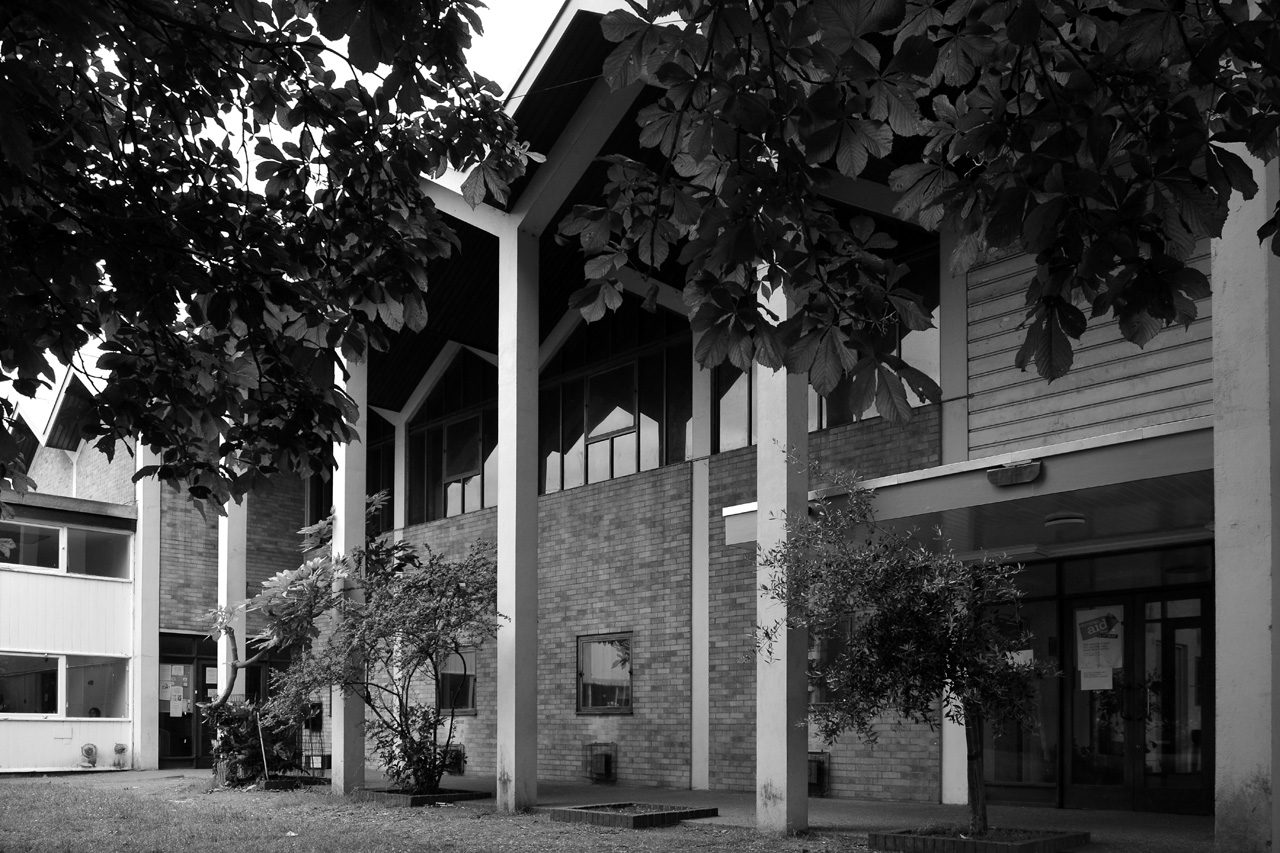
كنيسة ميتشام الميثودية.

- كنيسة ميتشام الميثودية.البيت الأبيض: حيثُ تقول اللوحة الجدارية: "تم تجديد هذا المنزل الذي يعود تاريخه إلى القرن الثامن عشر على طراز الوصاية على العرش في عام 1826 على يد الدكتور إيه سي بارتلي، طبيب القرية، الذي كتبت ابنته ذكريات عن ميتشام القديم. وظل المنزل ملكًا لعائلته حتى عام 1919. تدعم أعمدة دوريك اليونانية المخددة شرفة معدلة قليلاً بواجهة منحنية." وهي مدرجة في الدرجة الثانية.[33]
- مطعم بيرن بولوك العام: الكائن في شارع لندن، ميتشام، هو مبنى من ثلاثة طوابق مصنف تصنيف الدرجة الثانية. كان يُعرف في الأصل باسم فندق كينجز هيد. جزء الجبهة من المبنى يعود إلى القرن الثامن عشر، بينما يعود جناحه إلى القرون السادس عشر والسابع عشر.[34] سُمي على اسم لاعب كريكيت سابق معروف من المنطقة.[27][35]

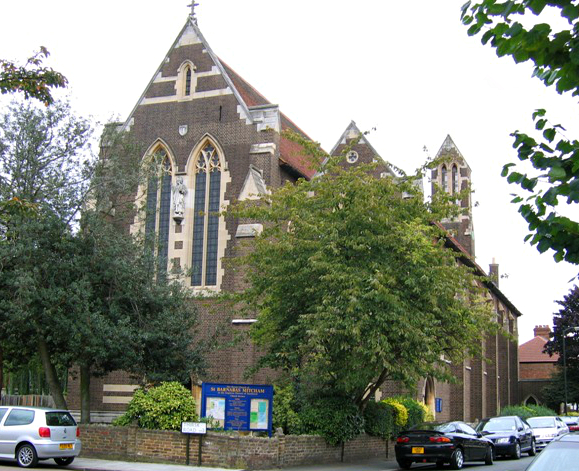
كنيسة القديس برنابا، شارع جورينج بارك.

- كنيسة القديس برنابا، شارع جورينج بارك.منزل وايت هارت العام: هو أقدم نزل مسجل في ميتشام، وقد أعيد بناؤه في 1749-1750 بعد أضرار جسيمة ناجمة عن الحريق. الشرفة المركزية ذات الإفريز والدرابزين مدعومة بأربعة أعمدة توسكانية. تستخدم عربات الحنطور للبدء من ساحة في الخلف. وهي مدرجة في الدرجة الثانية. يقع في شارع لندن، مقابل كريكيت جرين.[36]

## مشاهير
- رمز، مغني راب.[37]
- جون دون، شاعر ورجل كنيسة يعقوبي.
- جيمس تشوتر إيدي، سياسي، عضو البرلمان عن ميتشام 1923، مقيم حتى عام 1937، وزير الداخلية لاحقًا.[38]

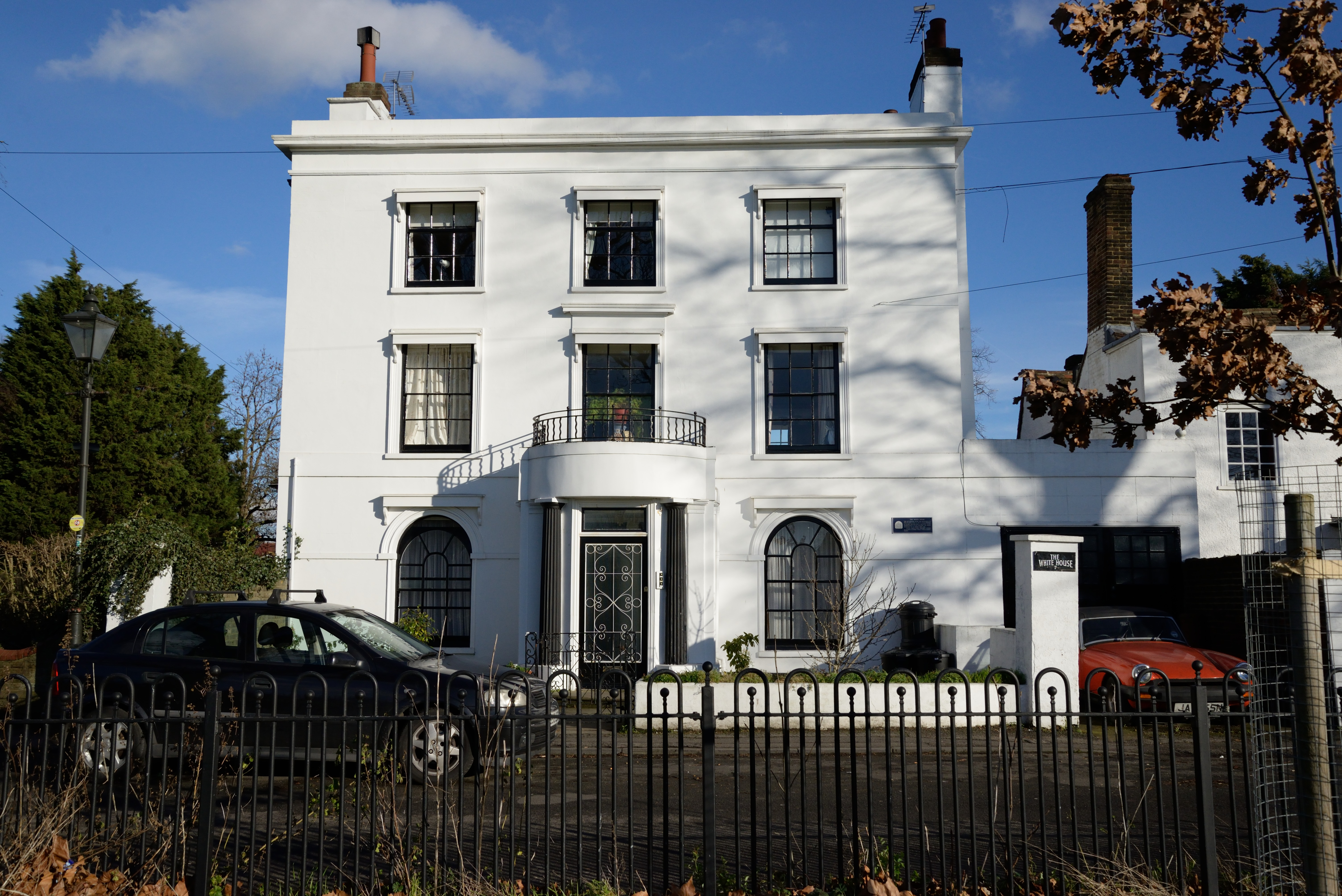
البيت الأبيض ميتشام كريكيت.

- البيت الأبيض ميتشام كريكيت.مايكل فيلدنج ونويل فيلدنج، الكوميديان والإخوة الأقوياء من بوش.[39]
- مايك فيليري، لاعب كرة قدم.[40]
- ديفيد جيبسون، لاعب كريكت.[41]
- فلورنس هارمر، مؤرخة.[42]
- نيل هوليت، مغني الأوبرا.[43]
- ميا، المغني وكاتب الأغاني ومغني الراب.[44]
- بيتر د. ميتشل، حائز على جائزة نوبل، ولد في ميتشام عام 1920.

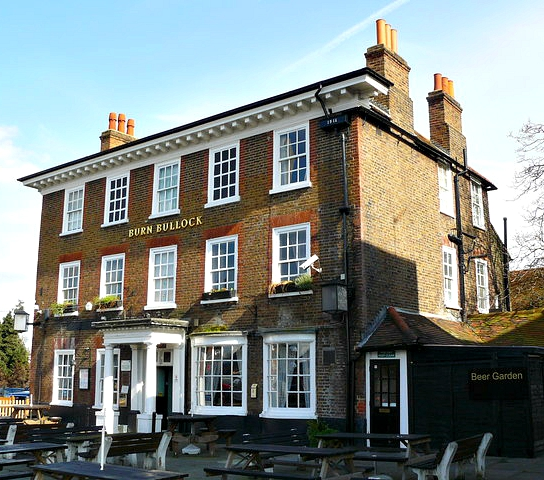
حرق البيت العام بولوك.

- حرق البيت العام بولوك.سليك ريك، مغني راب الساحل الشرقي، ولد في ساري، وانتقل إلى الولايات المتحدة الأمريكية بعمر 11 عامًا.[45]
- أليكس ستيبني، لاعب كرة قدم سابق لمانشستر يونايتد والفائز بكأس أوروبا 1968.[46]
- هربرت سترودويك، حارس مرمى كريكيت.
- ويليام أليسون وايت، حاصل على صليب فيكتوريا.[47]
- فريادي سروار زرداد، أمير الحرب الأفغاني؛ عاش في ميتشام لبعض الوقت، ثم أُدين وسُجن لاحقًا بتهمة ارتكاب جرائم حرب.[48]

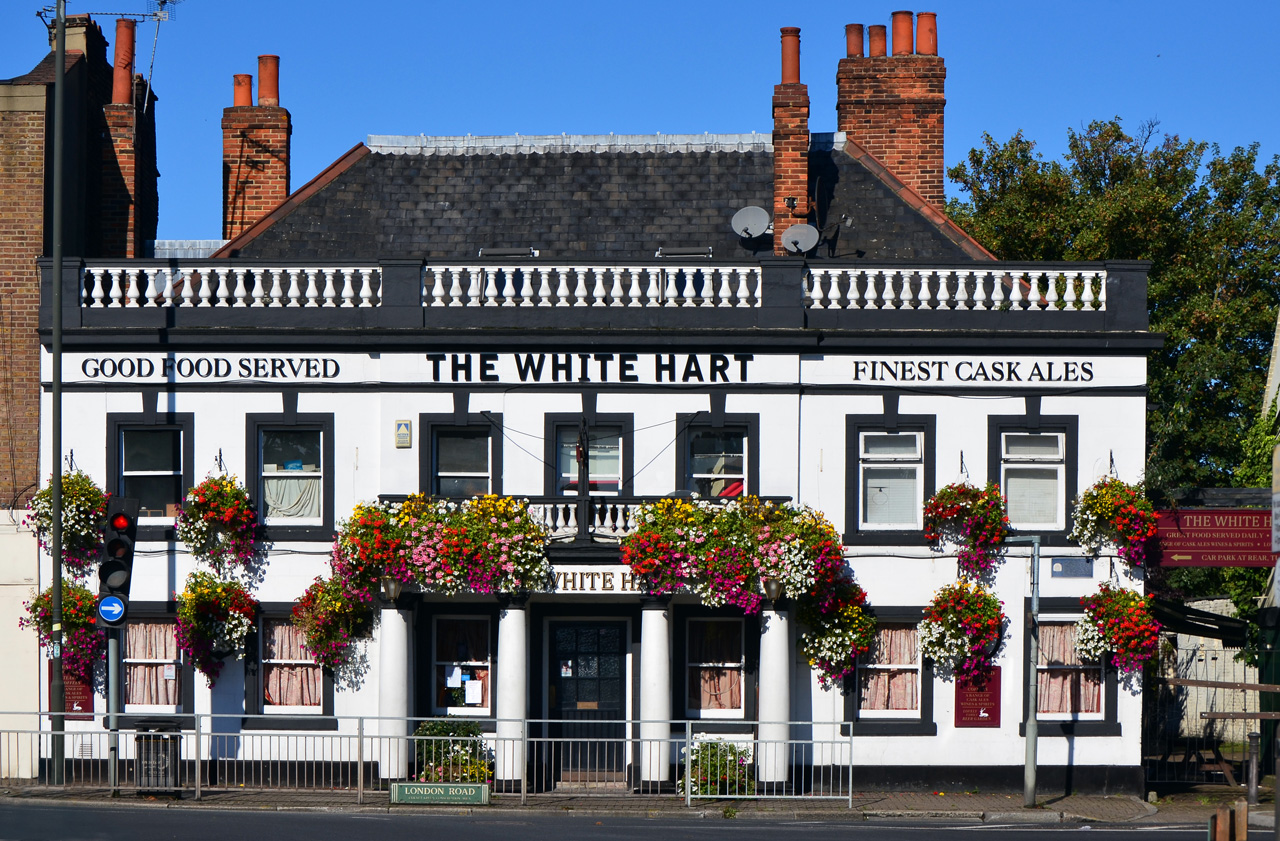
وايت هارت ميتشام.

## الديموغرافيا والإقتصاد

### عدد السكان
- السكان – 103,298 [49]

### العرق[50]
- أبيض

بريطاني – 40,608، أيرلندي – 1,840، مسافر غجري أو أيرلندي – 161، أبيض آخر – 12,899.
- مجموعات عرقية مختلطة/متعددة

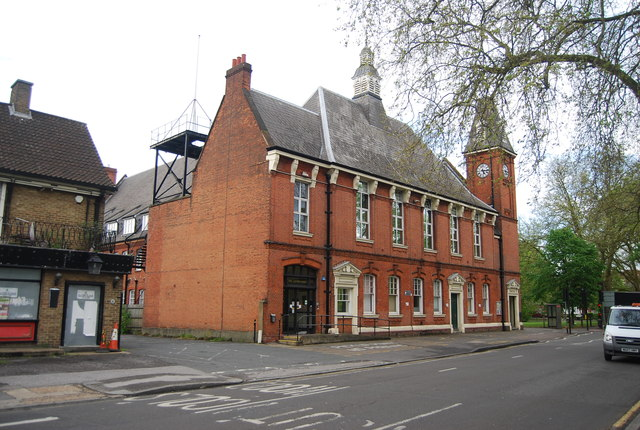
قاعة فيستري.

أبيض وأسود كاريبي – 1,862، أبيض وأسود أفريقي – 856، أبيض وآسيوي – 1,163، مختلط آخر – 1,444
- الآسيوية

هندي - 4,536، باكستاني - 5,054، بنجلاديشي - 1,484، صيني - 1,169، آسيوي آخر - 10,194
- أسود/أفريقي/كاريبي

أفريقي – 9,036، كاريبي – 7,029، أسود آخر – 1,912
- مجموعة عرقية أخرى

العرب – 670، المجموعات العرقية الأخرى – 1,381

### الدين[51]
- مسيحي - 57665
- لا دين – 17,677، الدين غير مذكور – 6,887
- مسلم - 11.046
- الهندوس – 8400

### الجنس[52][53]
- الإناث: 52,237
- الذكور: 51,061

## النقل والمكان

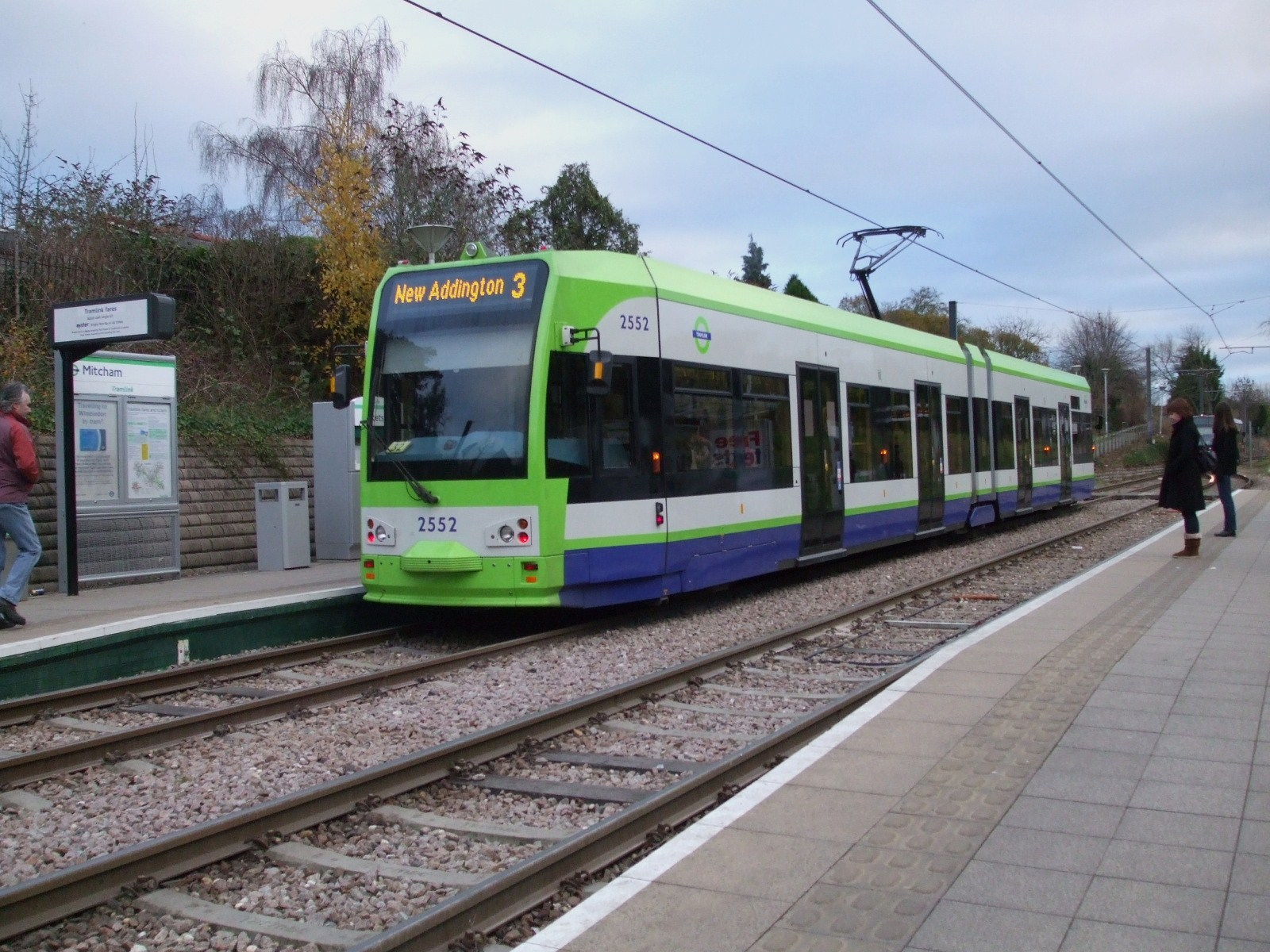
يقع ميتشام على خط ترام كرويدون مما يوفر سهولة الوصول إلى ويمبلدون وكذلك كرويدون

تخدم ميتشام محطتي سكة حديد: محطة ميتشام جنكشن ومحطة ميتشام إيستفيلدز. محطة ميتشام إيستفيلدز كانت أول محطة ضواحي تم بناؤها في المنطقة خلال 50 عامًا. تُخدم كلتا المحطتين بواسطة شركة جوفيا ثامزلينك ريلواي بعلامتيها التجاريتين (Southern) و (Thameslink)، حيث تقدم قطارات إلى ساتون، إبسوم، لندن فيكتوريا، لندن بريدج (فقط في فترات الزحام) وسانت ألبانز.
القطارات على مسار تامزلينك من وسط لندن تستمر عبر خط الحلقة ساتون إلى ساتون وويمبلدون متجهةً نحو وسط لندن. تقدم نظام تراملينك أيضًا خدمة في ميتشام مع وجود أربع محطات في المنطقة؛ ميتشام جنكشن، ميتشام، بيلغريف ووك، وجسر فيبس. تقدم الترامات خدمة مباشرة إلى ويمبلدون، كرويدون، ونيو أدينجتون من ميتشام، وكذلك إلى محطتي بيكنهام جنكشن وإلمرز إند مع التغيير في كرويدون.

### الحافلة
تتوفر خدمات الحافلات التي تعملها حافلات لندن في ميتشام. تشمل هذه الخدمات حافلات الليل إلى آلدويتش وليفربول ستريت في وسط لندن.

### خدمات نقل أخرى
تتوفر خدمات ناشيونال اكسبريس كالتالي:
- الخدمة 028 من لندن فيكتوريا إلى إيستبورن.
- الخدمة 025 من لندن فيكتوريا إلى برايتون ووورثينج عبر مطار غاتويك.
- الخدمة 026 من لندن فيكتوريا إلى بوجنور ريجيس.
- خدمة الشاتل الساعي A3 من لندن فيكتوريا إلى مطار غاتويك، تتوقف جميعها في ميتشام (محطة باص داون رود/مكتبة ميتشام).

## روابط خارجية
- مجلس ميرتون بورو